# Кокорекина, Ольга Владимировна
О́льга Влади́мировна Кокоре́кина (род. 8 марта 1973 года, Москва) — российская тележурналистка, теле- и радиоведущая. В разное время работала на РТР, «Первом», «Пятом канале» и «ТВ Центре».

## Биография
Ольга Кокорекина родилась 8 марта 1973 года в Москве в семье учёных-химиков — Владимира Анушавановича Петросяна и Валерии Алексеевны Кокорекиной.
С 1990 по 1997 год училась на вечернем отделении факультета журналистики МГУ. Проходила практику в многотиражной газете кондитерской фабрики «Красный октябрь». Работала музейным смотрителем в музее-квартире Немировича-Данченко, потом в Гёте-центре и риэлторской компании в должности секретаря-референта.
В конце 1993 года стала работать в ВГТРК редактором, позже — корреспондентом в утренних «Вестях». С февраля 1997 по сентябрь 2000 года вела информационную программу «Вести» на телеканалах РТР и «Культура» — сначала дневные, а потом вечерние выпуски (с 6 сентября 1999 по 19 февраля 2000 года — в паре с Олегом Алалыкиным).
Осенью 2000 года Ольга перешла работать на телеканал ОРТ, впоследствии переименованный в «Первый канал». Со 2 октября 2000 по сентябрь 2001 года работала в утренних выпусках «Новостей» поочерёдно с Игорем Гмызой и Анной Павловой.
С сентября 2001 до конца 2006 года являлась ведущей дневных и вечерних выпусков «Новостей». В 2007—2008 годах вела «Ночные новости» и — на время отсутствия в эфире Юлии Панкратовой — замещала её в дневных новостных блоках. В 2002—2007 годах также часто заменяла своих коллег в вечерней информационной программе «Время». Принимала участие в развлекательных телепроектах «Кто хочет стать миллионером?» и «Жестокие игры», выходивших на том же телеканале.
В январе 2008 года, в связи с рождением ребёнка, Ольга приостановила работу на «Первом канале». Ненадолго вернувшись в эфир в начале 2009 года, в июне того же года покинула телеканал окончательно.
Осенью 2009 года дебютировала в роли радиоведущей. На радиостанции «Маяк» Ольга Кокорекина время вела совместные шоу с Романом Трахтенбергом и Вадимом Тихомировым.
В марте 2010 года стала работать на «Пятом канале» в Санкт-Петербурге ведущей информационной программы «Сейчас».
В декабре 2011 года вернулась на радио «Маяк», вела передачи «Городки» и «Отцы и дети» совместно с Александром Карловым. Последний эфир на радиостанции провела 1 декабря 2013 года.
Осенью 2012 года начала вести программу «Право голоса» на «Третьем канале», после его закрытия в декабре того же года — на телеканале «ТВ Центр». Была отстранена от ведения данной программы в феврале 2015 года. С апреля 2015 по январь 2018 года была соведущей Михаила Плотникова по программе «Барышня и кулинар» на том же телеканале.
В августе 2025 года - ведущая новостей на радиостанции Business FM.

### Семья
Отец: Владимир Анушаванович Петросян (1939—2021), доктор химических наук, профессор, главный научный сотрудник, лауреат премии им. Н. Д. Зелинского (2011). Мать: Валерия Алексеевна Кокорекина (1939—2021), кандидат химических наук.
Брат: Алексей Кокорекин (род. 1962), художник, иллюстратор.
Первый муж: Илья Копелевич, тележурналист, работавший на закадровых должностях на РТР, ОРТ/Первом канале и Russia Today, в дальнейшем главный редактор радиостанции Business FM. Состояли в браке с 31 декабря 1999 по 2008 год.
Второй муж: бизнесмен Вадим Быков. Состояли в браке с 2008 по сентябрь 2009 года. В сентябре 2008 года у пары родилась дочь Дарья.
Третий муж: хоккеист Иван Максимов (поженились в 2013 году). Дочь Анастасия родилась в декабре 2013 года.